# Сквер (Кам'янець-Подільський, вул. Шевченка, 13)
Сквер — ботанічна пам'ятка природи місцевого значення в Україні. Розташована в межах міста Кам'янець-Подільський, вул. Шевченка, 13. 
Площа 1,1 га. Статус надано згідно з розпорядженням облвиконкому від 22.10.1969 року № 358-р. Перебуває у віданні: Подільський державний аграрно-технічний університет. 
Статус надано з метою збереження скверу з насадженнями цінних декоративних дерев і кущів.